# سهير بن عمارة
سهير بن عمارة ممثلة تونسية.

## عن حياتها
درست الإخراج السينمائي في كلية فنون الملتميديا بمنوبة انطلقت التمثيل من سنة 2008 من دور في مسلسل «مكتوب ج 1» ودور صغير في سلسلة «شوفلي حل» في 2009 شاركت بدور بطولة في مسلسل «عاشق السراب» في 2010 قامت بدور البطولة في مسلسل «من أيام مليحة» في 2011 عملت في فيلم «ديما براندو» وسلسلة«طاولة وكراسي» في 2012 أسند لها المخرج نوري بوزيد دور البطولة في فيلم «مانموتش» ومثلت شخصية «عائشة» الفتاة المتحجبة في 2013 قامت بدور«دنيا» في مسلسل "يوميات امراة" الذي لاقى نجاحا كبيرا في 2015 قامت بدورين في مسلسلين في ليلة الشك شخصية«الدكتورة ليندا» في حكايات تونسية شخصية«ساندرا». حازت على جائزة أفضل ممثلة عن دورها في فيلم «مانموتش».

## روابط خارجية
- سهير بن عمارة على موقع IMDb (الإنجليزية)
- سهير بن عمارة على موقع قاعدة بيانات الأفلام العربية
- سهير بن عمارة على موقع أول موفي (الإنجليزية)
- سهير بن عمارة على موقع قاعدة بيانات الفيلم (الإنجليزية)